# Villa Vai al Mulinaccio
Villa Vai al Mulinaccio si trova in provincia di Prato, presso Schignano (Vaiano).
È dotata di un giardino con fontane, tra le quali spicca il ninfeo. L'interno conserva affreschi e le antiche cucine.
Viene usata da Comune per allestirvi mostre come "Fior di Fiorini", una raccolta di monete trovate nel territorio valbisentino. Permanente una mostra di quadri di natura morta, in maggior parte di Bartolomeo Bimbi.

## Storia
La villa fu fatta edificare da Cosimo Sassetti fra la fine del Quattrocento e i primi del Cinquecento. Successivamente la villa fu proprietà degli Strozzi e dal 1661, della famiglia Vaj sotto la quale divenne una vasta tenuta con circa trentasei poderi. Il complesso si sviluppa intorno a un cortile laterale sul quale prospettano la villa e gli annessi. Qui si affacciano i locali della falegnameria e dei lavatoi e i locali per la frangitura delle olive. Nella parte padronale è possibile ammirare bei soffitti lignei e pareti affrescate. Gli ambienti della fattoria conservano invece l'antica cucina detta il "cucinone", con il grande camino sorretto da mensoloni in pietra. Fra il 1737 e il 1738 fu realizzato il giardino murato al quale si accede da un cancello con pilastri portanti obelischi. sul fondo del giardino è un elegante ninfeo emiciclico a tre nicchie ornato da mosaici e madreperle e coronato da vasi in terracotta. Su questo giardino si affaccia una struttura che fungeva da tinaia nella parte inferiore e da fienile in quella superiore. Vi sono ancora tracce dell'antica fornace. In angolo si ha l'oratorio costruito intorno al 1722 dedicato a Sant'Antonio Abate. Al suo interno statue settecentesche di arte locale pratese che raffigurano Sant'Antonio da Padova con Bambino e una Vergine Assunta in terracotta. Sull'altare si nota una tela raffigurante una Madonna col Bambino tra i Santi Giovanni Evangelista e Sant'Antonio Abate commissionata ad Antonio Marini nel 1845 da Giuseppe Vai. Attualmente la villa è di proprietà del Comune di Vaiano

## Altre immagini

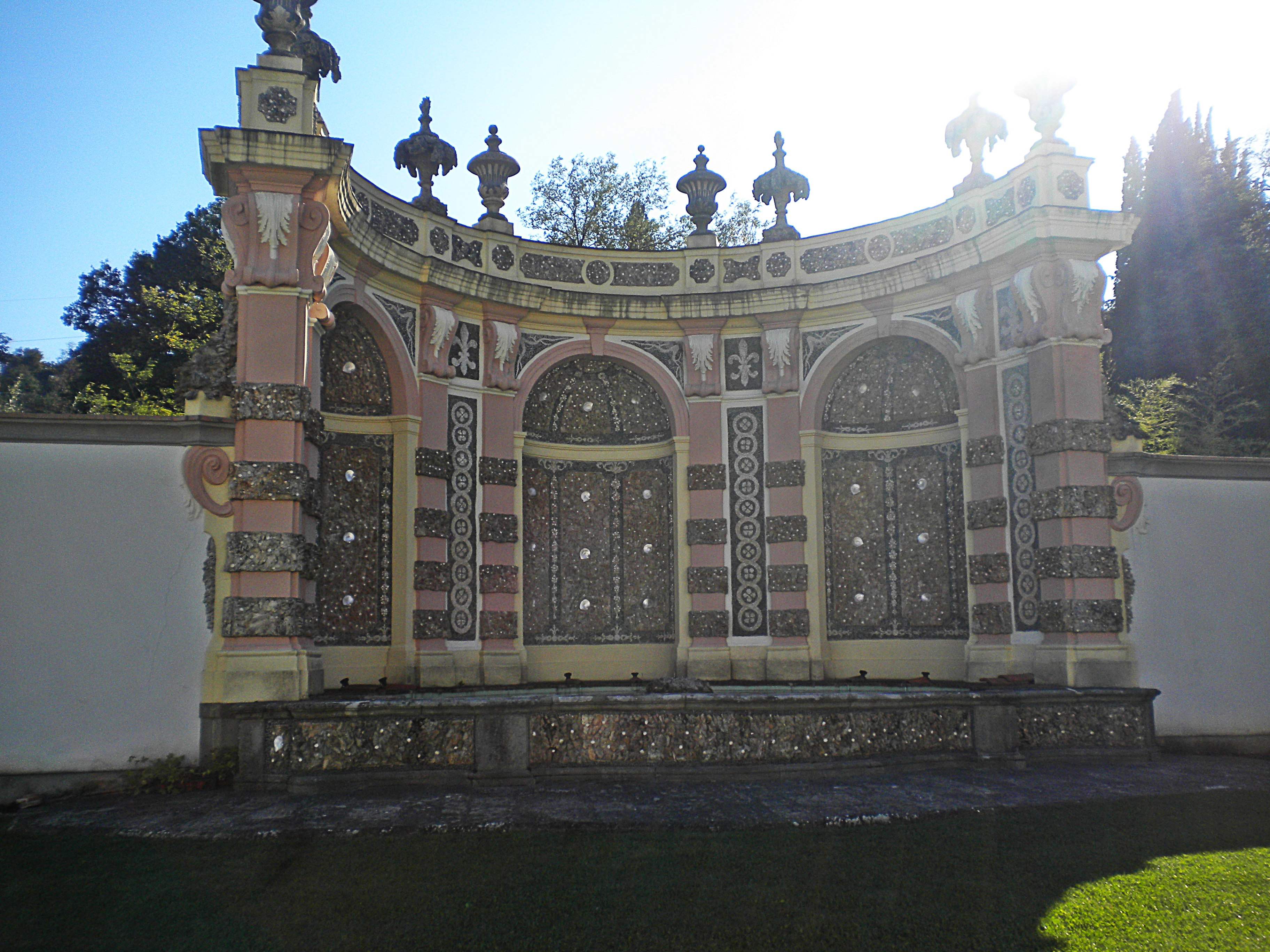
Il ninfeo
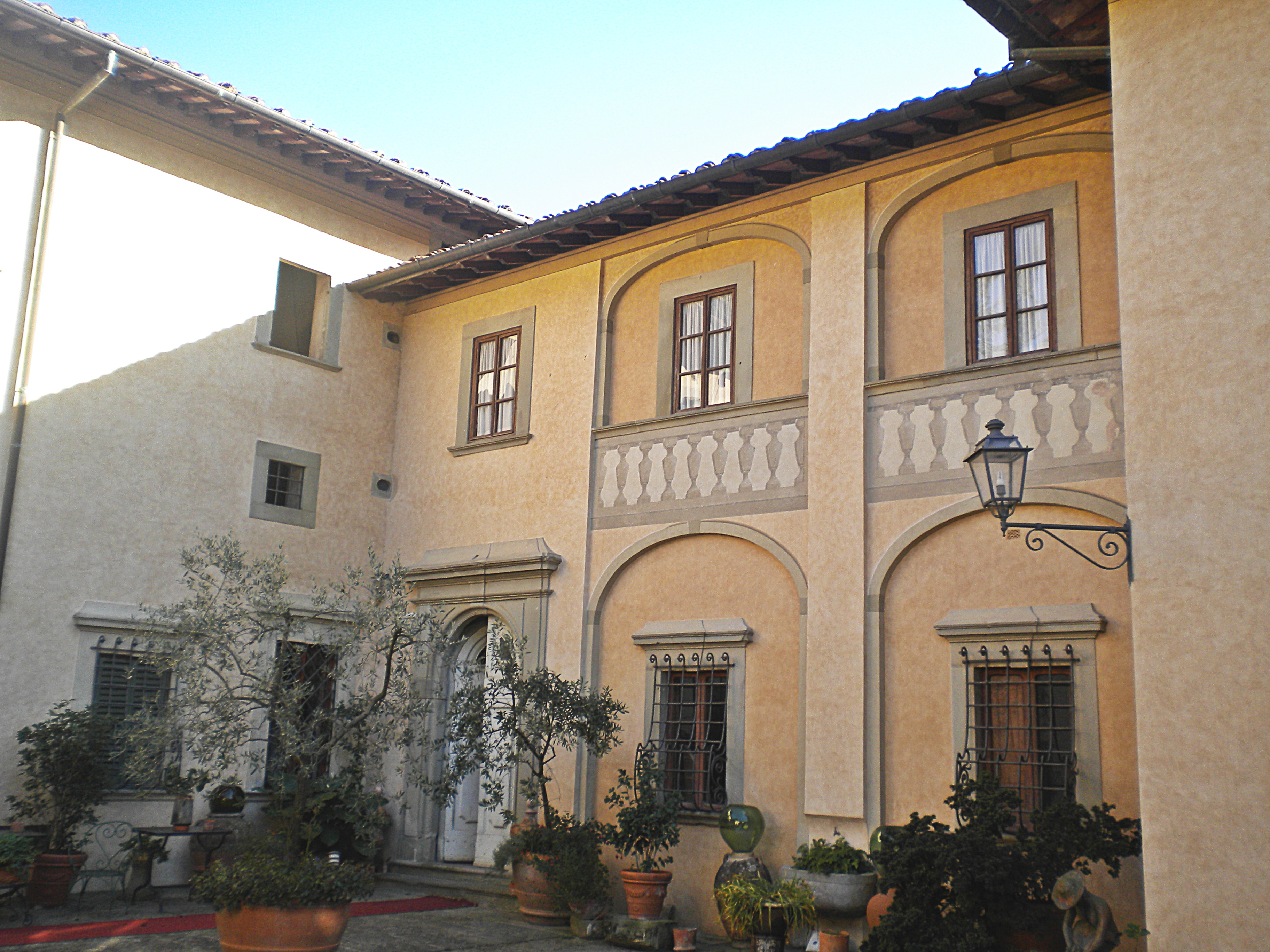
Il cortile
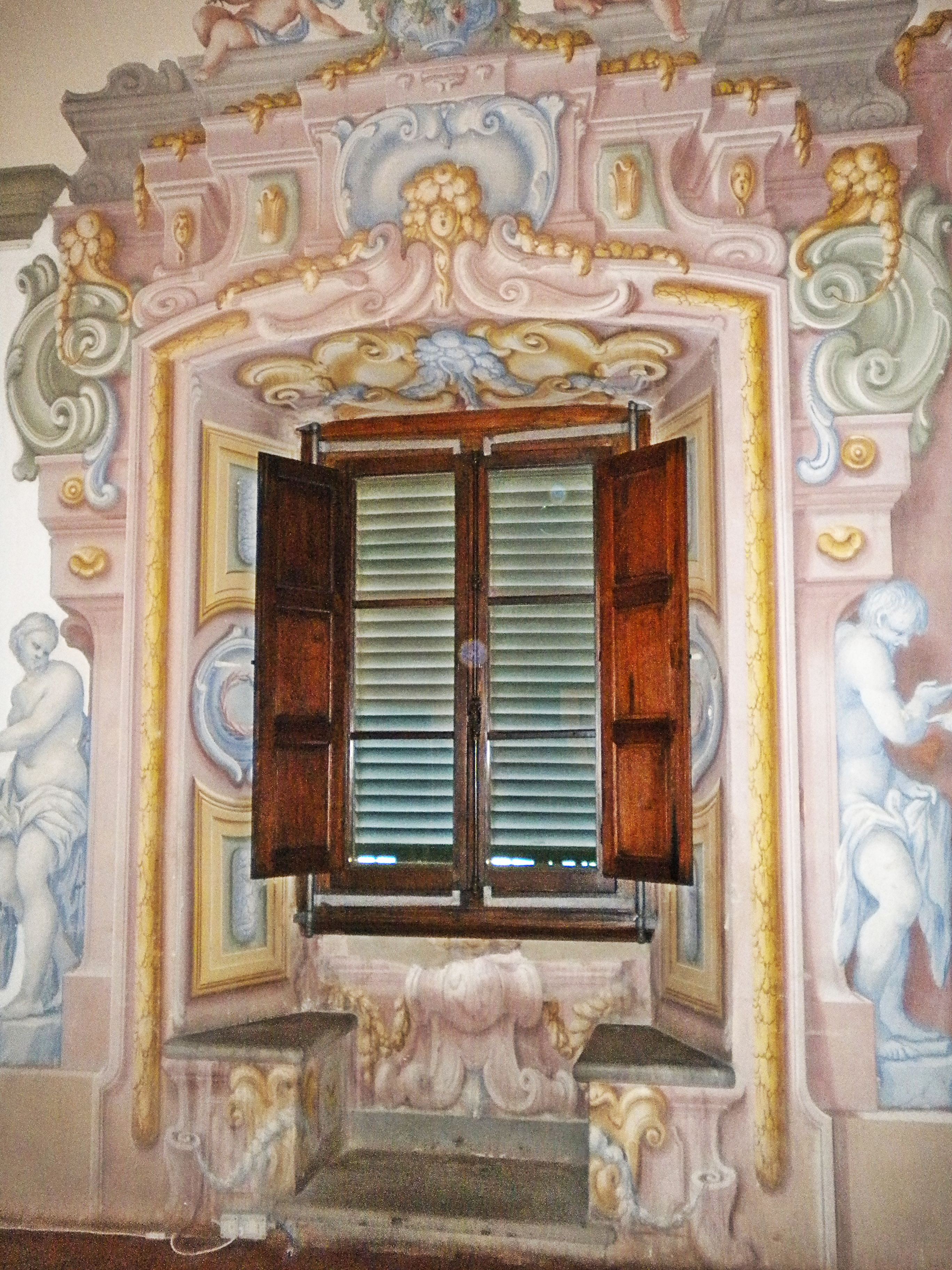
Affresco all'interno della villa
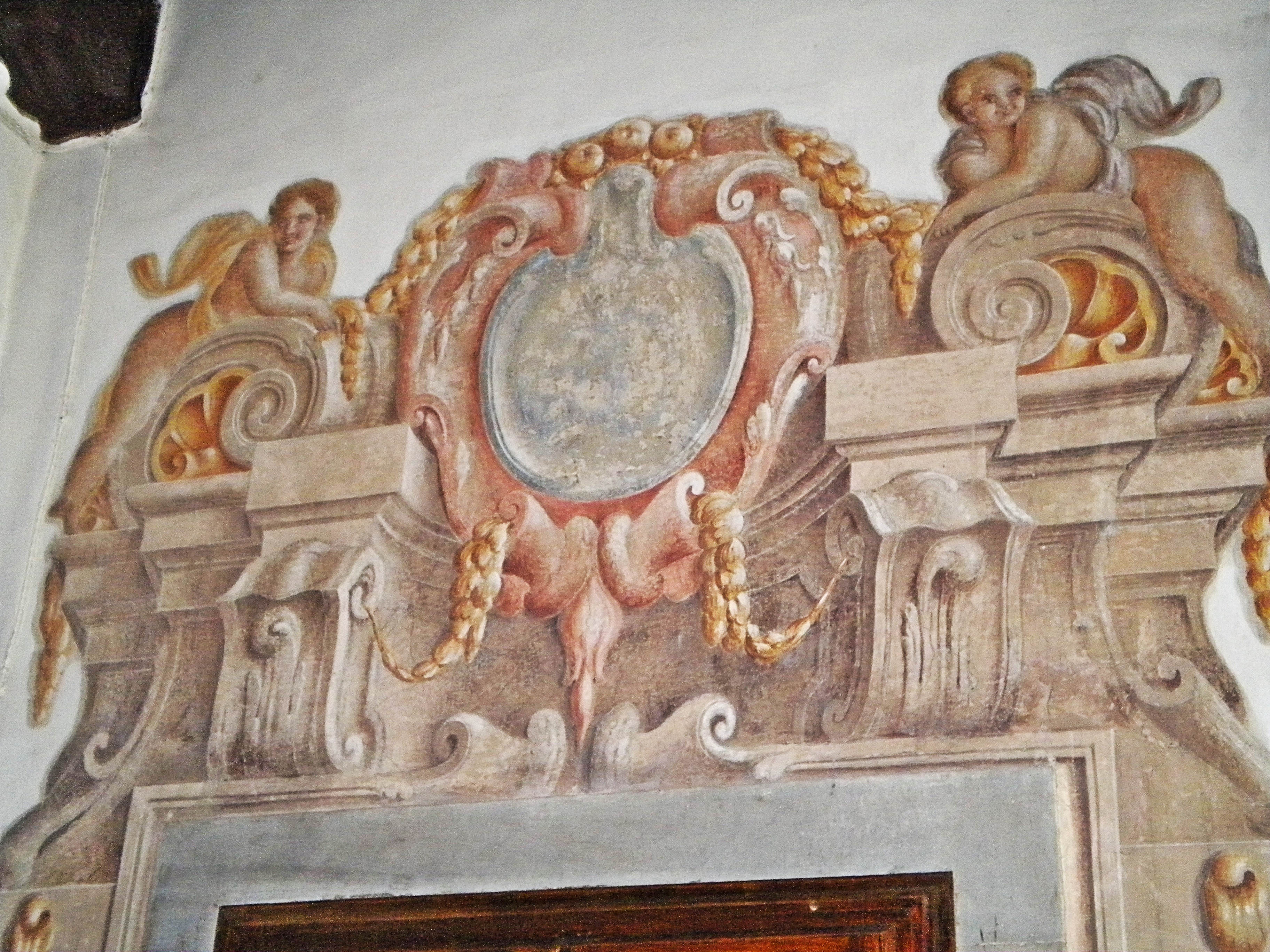
Affresco all'interno della villa
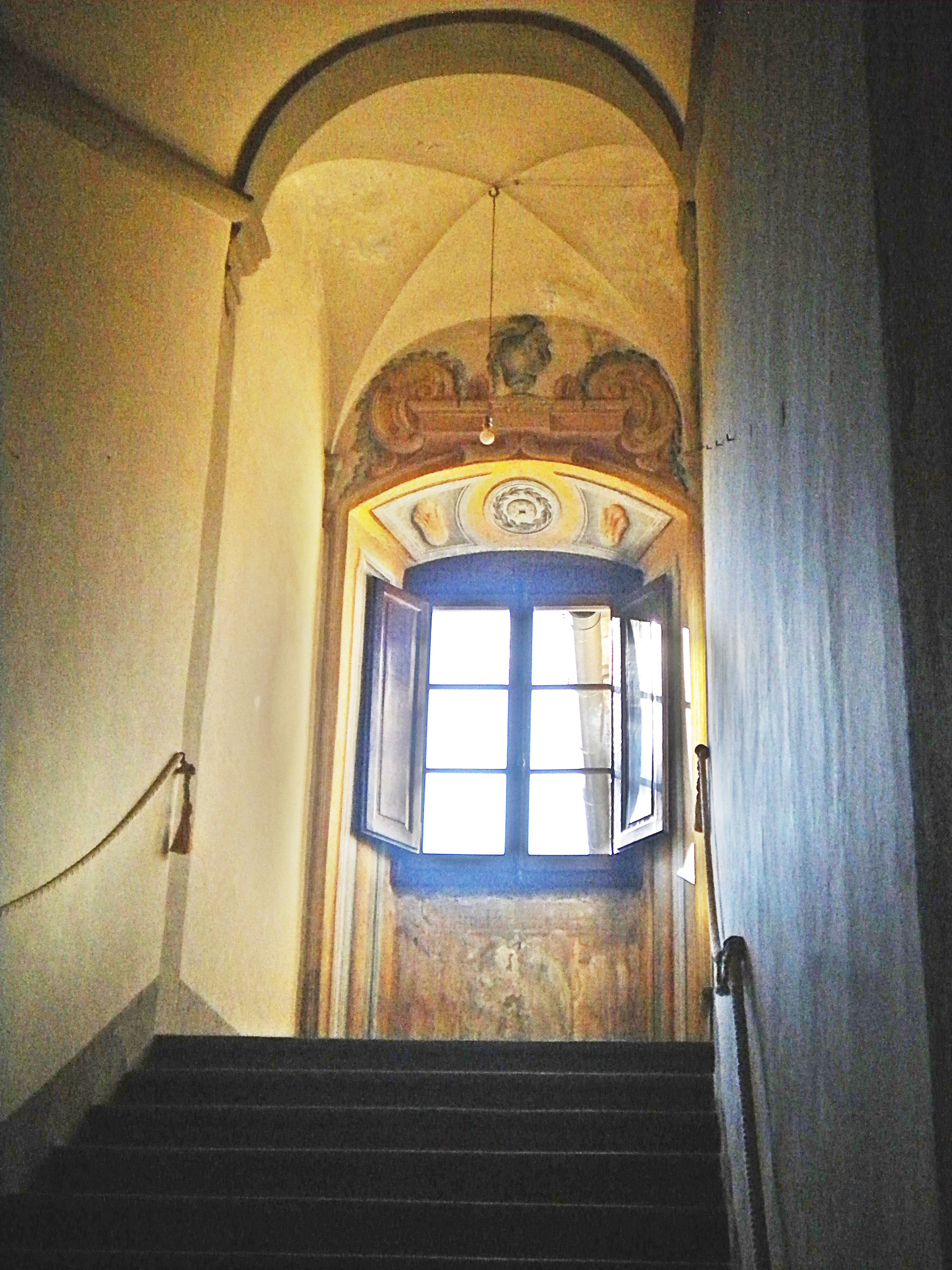
Affresco all'interno della villa
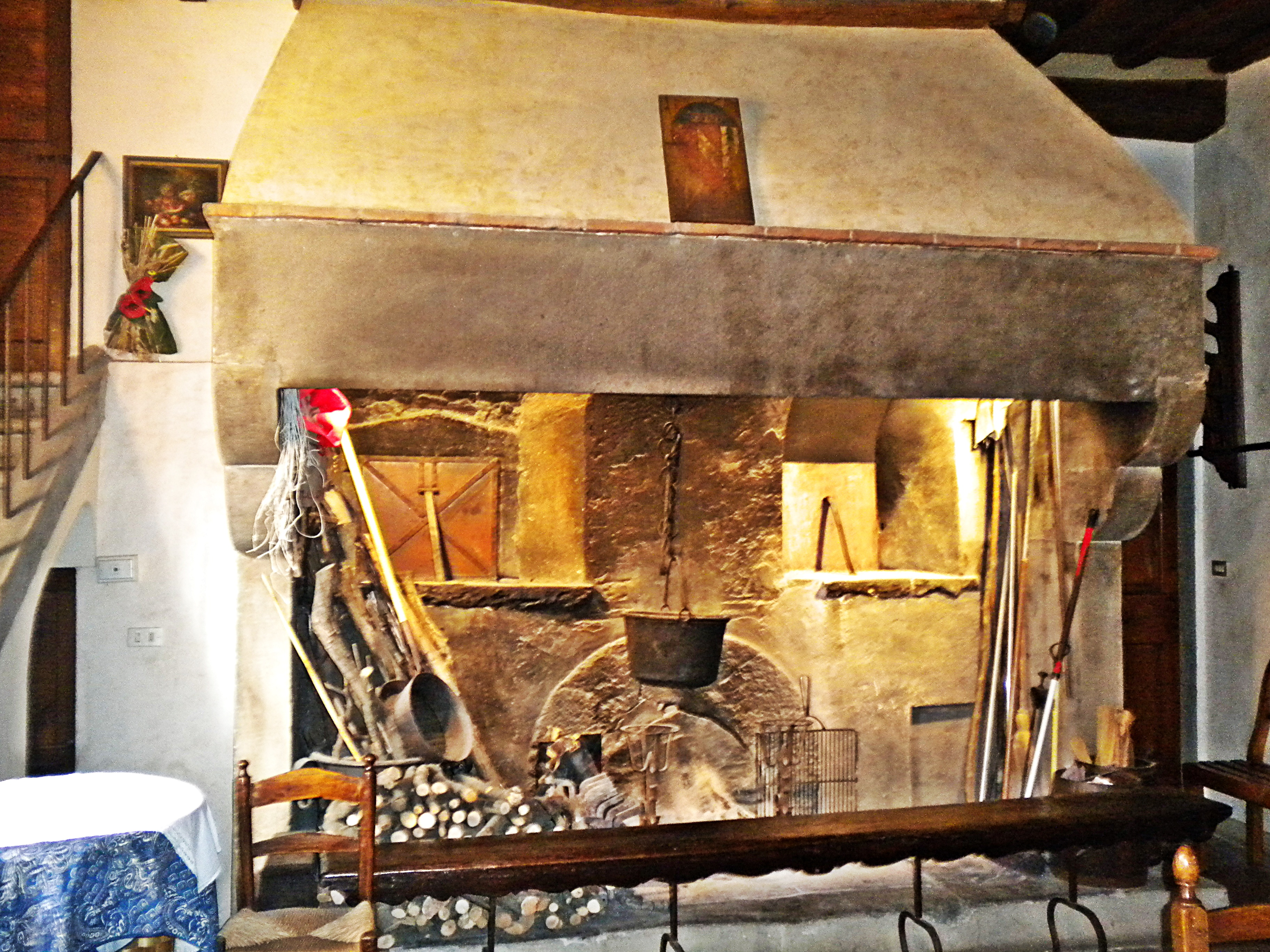
La cucina
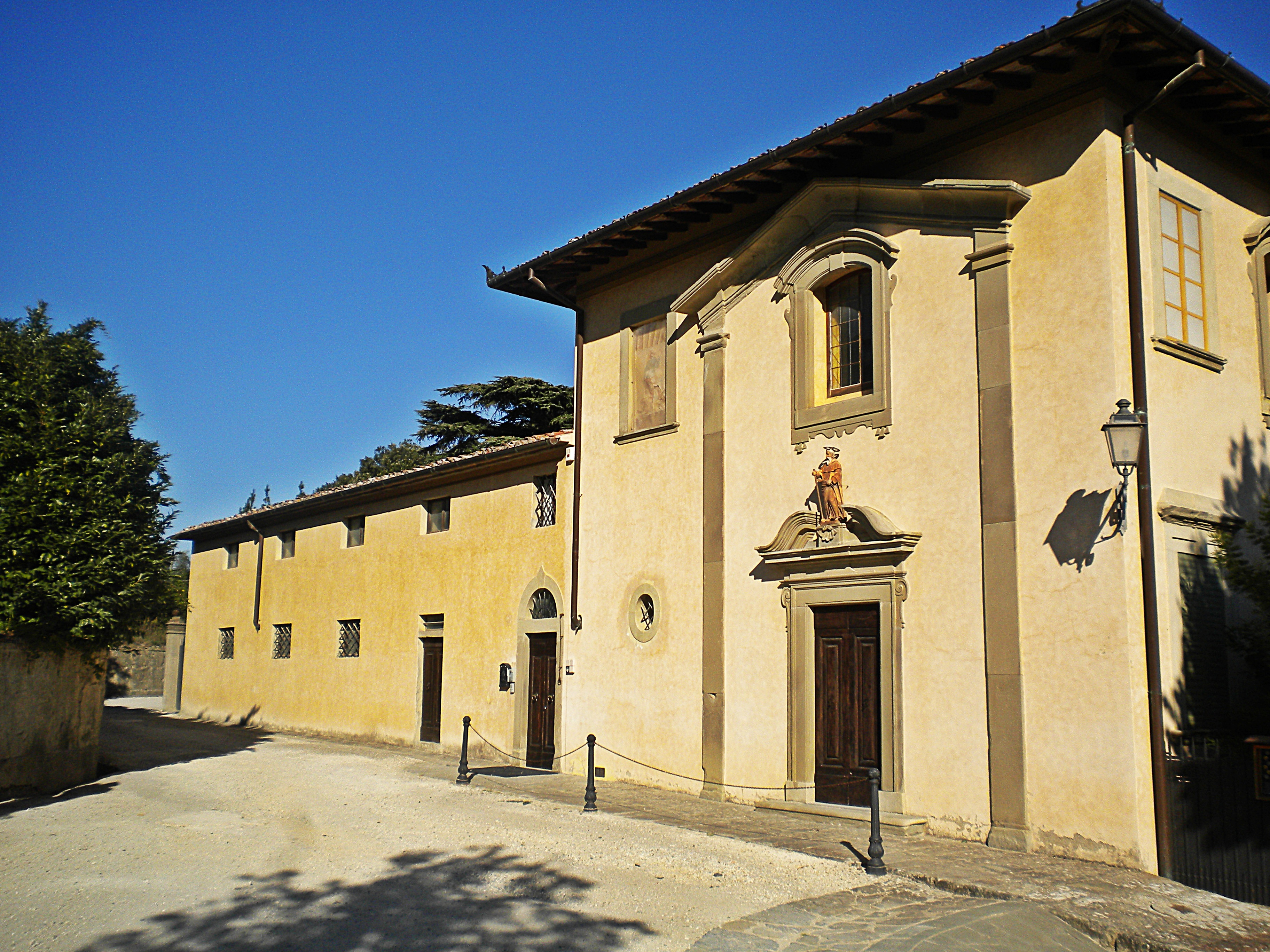
La cappella